# Simon de Burley
Simon de Burley (v. 1336 - 5 mai 1388), tint les fonctions de Gouverneur des Cinq-Ports et connétable du château de Douvres entre 1384 et 1388, et fut chevalier de la Jarretière.

## Biographie
Simon de Burley est un des hommes les plus influents de la cour du roi d'Angleterre Richard II. Bien que d’origine modeste, il est élevé avec le Prince Noir, et ils deviennent amis. C’est ainsi que Simon est plus tard choisi pour élever le fils du prince, le futur Richard II. En 1377, ce dernier confirme une pension de 100 £ offerte à Burley tout d’abord par John Chandos, puis par Édouard III avec la garde du château de Carmarthen. La même année, Burley est fait connétable du château de Windsor à vie. L’année suivante, le roi offre à Burley le manoir de Chiltenham dans le Gloucester. En 1382 il est fait sous-chamberlain et est chargé de surveiller les terres du sud du pays de Galles dans les mains du roi jusqu’à la majorité de l’héritier d'Edmond Mortimer. En 1384, le roi le fait connétable du château de Douvres et Warden of the Cinque Ports, et il reçoit 300 £ par an pour les différentes fonctions qu’il exerce.
En 1388, Simon de Burley, avec d'autres favoris du roi, est condamné pour trahison par la chambre des Communes et est exécuté à la suite de l'Impitoyable Parlement.